# Yoshito Watabe
Yoshito Watabe (渡部善斗?, Watabe Yoshito; Hakuba, 4 ottobre 1991) è un combinatista nordico giapponese.
È fratello di Akito, a sua volta combinatista nordico di alto livello.

## Biografia
In Coppa del Mondo ha esordito il 10 gennaio 2009 in Val di Fiemme (44°) e ha ottenuto il primo podio il 15 marzo 2013 a Oslo (3°).
In carriera ha partecipato a tre edizioni dei Giochi olimpici invernali, Soči 2014 (15º nel trampolino normale, 35º nel trampolino lungo, 5º nella gara a squadre), Pyeongchang 2018 (12º nel trampolino normale, 20º nel trampolino lungo, 4º nella gara a squadre) e Pechino 2022 (medaglia di bronzo nella gara a squadre, 13º nel trampolino normale, 25º nel trampolino lungo), e a sette dei Campionati mondiali, vincendo una medaglia.

## Palmarès

### Olimpiadi
- 1 medaglia:
  - 1 bronzo (gara a squadre a Pechino 2022)

### Mondiali
- 1 medaglia:
  - 1 bronzo (sprint a squadre dal trampolino lungo a Lahti 2017)

### Coppa del Mondo
- Miglior piazzamento in classifica generale: 15º nel 2013
- 5 podi (1 individuale, 4 a squadre):
  - 1 secondo posto (a squadre)
  - 4 terzi posti (1 individuale, 3 a squadre)